# Progarypus longipes
Progarypus longipes är en spindeldjursart som beskrevs av Beier 1964. Progarypus longipes ingår i släktet Progarypus och familjen Olpiidae. Inga underarter finns listade i Catalogue of Life.